# Porto di Chioggia
Il porto di Chioggia o bocca di porto di Chioggia (come è chiamato in loco) è l'accesso più meridionale della laguna di Venezia, situato tra l'isola di Pellestrina e Sottomarina, nel comune di Chioggia.
Allo scopo di aumentare la profondità del canale che attraversa la bocca di porto nel 1934 vennero costruite due dighe di lunghezza di 1800 metri, per la diga nord, e 1600 metri, per la diga sud, che permise di elevare la profondità del canale a 7-8 metri.